# Pa' Tu Corazón (EP de Consuelo Schuster)
Pa' Tu Corazón es el primer EP lanzado por la cantante chilena Consuelo Schuster. El EP fue lanzado el 27 de mayo de 2022 junto a su tercer sencillo «Luz Verde». El álbum corto contiene seis canciones que tienen un estilo pop.

## Antecedentes
El último disco de Consuelo Schuster se estrenó en 2016, y desde entonces sólo había publicado canciones sin álbum. Sin embargo, en febrero de 2021 lanza «Todo Va a Andar Bien», un sencillo con un nuevo sonido, que se posicionó como el primer adelanto de su nuevo trabajo discográfico. A principios de 2022 lanza «Cuéntame» como segundo sencillo. En mayo del mismo año anuncia que a fines de mes lazará su primer EP.
El trabajo musical cuenta con la colaboración de la ganadora del Grammy, Claudia Brant, quién se encuentra como escritora y productora de una de las canciones.

## Promoción
El primer sencillo «Todo Va a Andar Bien» tuvo un buen recibimiento, ya que formó parte de la musicalización de la teleserie chilena Edificio Corona, expandiendo su público y logrando ser una de las canciones más comentadas del horario vespertino.

## Lista de canciones
| Pa' Tu Corazón |                        |                                               |          |  |
| N.º            | Título                 | Escritor(es)                                  | Duración |  |
| 1.             | «Luz Verde»            | Claudia Brant, Consuelo Schuster, Josh Cumbee | 2:41     |  |
| 2.             | «Todo Va a Andar Bien» | Consuelo Schuster, Lucía Covarrubias          | 2:44     |  |
| 3.             | «De Haberlo Sabido»    | Consuelo Schuster, Juan Carlos Perez Soto     | 3:27     |  |
| 4.             | «Me Gusta»             | Consuelo Schuster, Lucía Covarrubias          | 3:03     |  |
| 5.             | «Te Vi»                | Consuelo Schuster                             | 3:09     |  |
| 6.             | «Cuéntame»             | Consuelo Schuster, Lucía Covarrubias          | 2:13     |  |
| 17:19          |                        |                                               |          |  |